# 19P/Borrelly
La cometa Borrelly, formalmente 19P/Borrelly, è una cometa periodica del Sistema solare, appartenente alla famiglia delle comete gioviane. Fu scoperta da Alphonse Louis Nicolas Borrelly durante una normale ricerca di comete a Marsiglia, il 28 dicembre 1904. È stata analizzata da vicino dalla sonda Deep Space 1. A differenza delle altre comete e secondo i dati inviati dalla sonda, la superficie sarebbe secca e priva di ghiaccio.
La cometa ha effettuato diversi passaggi moderatamente ravvicinati con Giove che ne hanno perturbato l'orbita nel corso dei secoli. L'ultimo incontro, il 14 maggio 2019, è avvenuto ad una distanza di 0,44192 unità astronomiche (66 110 000 km) e ha causato una riduzione della distanza perielica e una riduzione del periodo orbitale.
Una tipicità della cometa Borrelly è l'asimmetricità della sua coda, riportata nelle osservazioni storiche e riscontrata anche durante il sorvolo della sonda Deep Space 1,rendendola, così una cometa degna di attenzione.

## Il fly-by della sonda Deep Space 1

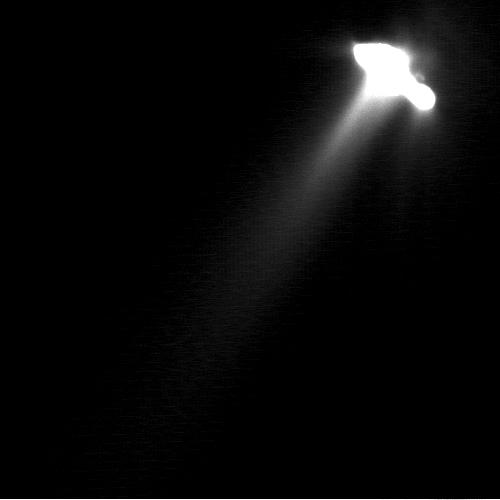
La cometa Borrelly fotografata dalla sonda DS1. Sono visibili i getti di materiale espulso dal nucleo

Il 21 dicembre 2001 la sonda Deep Space 1, lanciata per testare nuove tecnologie per lo spazio, effettuò un Sorvolo ravvicinato (fly-by) della cometa Borrelly. Il sorvolo della cometa fu programmato nell'estensione della missione e rappresentò un bonus inaspettato. A dispetto del guasto al sistema di orientamento, Deep Space 1 riuscì a rimandare a terra ciò che all'epoca furono considerate le migliori immagini e dati scientifici riguardanti una cometa. Inoltre, durante l'incontro furono programmate osservazioni della cometa dalla Terra per mezzo del Telescopio spaziale Hubble e di altri strumenti osservativi, anche radar.
Le osservazioni ravvicinate rivelarono un nucleo di 8 km di lunghezza, attivo. Le variazioni topografiche e fotometriche misurate hanno permesso di stimare un periodo di rotazione di circa 25 ore, mentre osservazioni effettuate al perielio tra settembre 2021 e aprile 2022 hanno consentito di determinare uno spostamento precessionale dell’asse di rotazione durante le ripetute orbite. Al momento dell'incontro (otto giorni dopo il passaggio al perielio), dal nucleo fuoriusciva un potente getto in direzione del Sole, perpendicolarmente all'asse di rotazione. Il getto principale era accompagnato da due getti più deboli, uno nell'emisfero della cometa in direzione del Sole e l'altro in direzione della coda.